# NGC 6264
NGC 6264 é uma galáxia espiral barrada (SBb) localizada na direcção da constelação de Hercules. Possui uma declinação de +27° 50' 58" e uma ascensão recta de 16 horas, 57 minutos e 16,1 segundos.
A galáxia NGC 6264 foi descoberta em 28 de Junho de 1864 por Albert Marth.